# سرطانة لابدة
 سرطانة لابدة (اختصارًا CIS) هي مرحلة مبكرة من تطور السرطان (الخبث) تمتاز بكون السرطان ينمو داخل نسيجه الأصلي ولا توجد أي آثار على اجتياحه للأنسجة الأخرى. ولذا يوصف هذا النوع بكونه متوضعاً داخل مكانه.
بسبب ما ذكر أعلاه فإن وصف (ورم) غير قابل للتطبيق على معظم السرطانات في هذه المرحلة وتكون الآفة مسطحة ومنبسطة. لكن في بعض الأحيان تتخذ هذه السرطانات شكل سليلة (Polyp) كما نشاهد في حالات سرطان القولون أو المثانة المتوضع.
كثير من حالات السرطان الغازية تبدأ سرطانات لابدةً (In situ) ولهذا تعدّ السرطانة اللابدة نذيرا للتطور نحو سرطان غازي وهي في غالبيتها العظمى تعدّ سرطانات خبيثة.
كثير من الأطباء يشير إلى هذا النوع من السرطانات بوصف مرض سابق للسرطان وهو وصف غير دقيق. وبالأخذ بالاعتبار أن هذه الحالات نذير لسرطانات غازية يكون استئصال المنطقة المصابة حلا علاجيا مناسباً ومعتمداً، وبالتالي تعامل السرطانة اللابدة معاملة السرطانات الخبيثة.

## مصطلحات متداخلة
كثيرا ما يتم الخلط بين هذه المصطلحات والواقع أن كلا منها يشير إلى طور معين في عملية التطور السرطاني.
- عسر التنسج: ويلاحظ في هذا الطور أن خلايا تلك الأنسجة تتحور إلى نوع جديد من الخلايا قد تكون في العديد من الحالات غير ناضجة (أي أن نموها لم يكتمل بحيث يصل لمرحلة اختصاصها بنوع معين أو وظيفة معينة) مما يكون لدينا نسيجا عير فعال وذا قابلية للتحور إلى مرض سرطاني.
- سرطانة لابدة: وهي المرحلة الثانية من تطور السرطان (الخبث) تمتاز بأن الخلايا المتحورة قد فقدت نضجها وأخذت الشكل السرطاني وبكون أن السرطان ينمو داخل نسيجه الأصلي ولا توجد أي آثار على اجتياحه للأنسجة الأخرى. ولذا يوصف هذا النوع بكونه متوضعاً داخل مكانه.
- سرطان غازي: وهي المرحلة الأخيرة من التطور السرطاني حيث تبدأ الخلايا السرطانية بمغادرة أنسجتها الأم ومهاجمة الخلايا المحيطة. وفي عدة حالات تبدأ الخلايا السرطانية (التي عادة ما تكون من النوع الخبيث) بالهجرة عبر الدم أو الأوعية اللمفاوية إلى الأنسجة والأعضاء البعيدة وإصابتها بالسرطان. وتعرف هذه المرحلة بـ (النقيلة أو الانبثاث) انبثاث.

## العلاج
بدلالة اسمها فإن هذه السرطانات لابدة ولا توجد خارج البؤرة المريضة، وبالتالي فإن استئصال هذه السرطانات يزيل خطر تطورها إلى سرطانات غازية.
إن أسوأ أنواع السرطانات اللابدة هي التي تظهر في الأنسجة القصبية السنخية، ويتطلب علاج هذا النوع استئصال أجزاء كبيرة من الرئة.